# Leo Fitz
Leopold James Fitz es un personaje de ficción que se originó en el universo cinematográfico de Marvel antes de aparecer en Marvel Comics. El personaje, creado por Joss Whedon, Jed Whedon y Maurissa Tancharoen, apareció por primera vez en el episodio 1 de Agents of S.H.I.E.L.D. (24 de septiembre de 2013) y es interpretado por Iain De Caestecker.
En la serie, Fitz es una de las mejores mentes científicas de S.H.I.E.L.D. Su conocimiento científico es vasto, y como ingeniero e inventor ha desarrollado muchos de los dispositivos básicos de S.H.I.E.L.D. Muchas de sus historias involucran su relación con su mejor amiga, y más tarde amante, Jemma Simmons. En el transcurso de la serie, Fitz sufre múltiples traumas y se da cuenta de un lado más oscuro y despiadado de su personaje.

## Historial de publicaciones
Leo Fitz hizo su debut en el cómic en S.H.I.E.L.D. Vol. 3 # 1 (febrero de 2015) de Mark Waid y Carlos Pacheco. 

## Biografía ficticia

### Serie de TV
En la primera temporada, Leo Fitz es llevado al equipo del agente de S.H.I.E.L.D., Phil Coulson como especialista en ingeniería y tecnología de armas. Él tiene un estrecho vínculo con su compañera agente Jemma Simmons, a quien conoció en la academia S.H.I.E.L.D., siendo ambos los graduados más jóvenes de su división de Ciencia y Tecnología. Cerca del final de la temporada, Fitz y Simmons se encierran dentro de una unidad médica para protegerse del agente rebelde Grant Ward, quien expulsa la unidad al océano. Mientras está atrapado, Fitz profesa sus sentimientos por Simmons. Ambos son rescatados por Nick Fury, pero Fitz sufre daños en su lóbulo temporal como resultado de la privación de oxígeno y queda en estado de coma.
En la segunda temporada, Fitz inicialmente lucha con la tecnología y el habla como resultado de las acciones de Ward, pero con el tiempo se convierte nuevamente en un miembro completo del equipo. Cerca del final de la temporada, mientras Fitz organiza una cita con Simmons, un arma Kree llamada "Monolito", que está bajo la custodia de S.H.I.E.L.D., se libera de la contención y absorbe a Simmons en sí mismo.
En la tercera temporada, Fitz adquiere un antiguo pergamino hebreo que describe el Monolito que consumió a Simmons como "Muerte" (hebreo: מות), que Fitz no puede aceptar. Desconocido para él, Simmons está viva en un planeta alienígena desolado. Fitz se da cuenta de que el Monolito es un portal, y con la ayuda del asgardiano Elliot Randolph y la agente de S.H.I.E.L.D., Daisy Johnson, puede ingresar al portal. Encuentra a Simmons y puede rescatarla justo cuando el poder de Daisy destruye el Monolito. Simmons luego le cuenta a Fitz sobre los seis meses que pasó varada en el planeta desierto. Fitz y Simmons finalmente consuman su relación.
En la cuarta temporada, Fitz descubre que el aliado de S.H.I.E.L.D., Holden Radcliffe, ha creado a la androide Aida, y acepta ayudar a perfeccionarla, mientras que inicialmente se lo oculta a Simmons. Cuando la conciencia de Fitz se sumerge en el marco, una realidad virtual creada por Radcliffe, Fitz se convierte en "El Doctor", el segundo incansable de Hydra, y tiene una relación con Aida, que ahora pasa como Ophelia / Madame Hydra. Después de que crea para Aida una máquina para convertirse en una persona real, Fitz se ve obligado a abandonar el marco, y está traumatizado por su comportamiento allí. Pero cuando Aida se entera de que Fitz no la ama, ella planea vengarse de él. S.H.I.E.L.D. finalmente logra derrotarla. Poco después, todos en el equipo, excepto Fitz, son llevados por un grupo desconocido.

#### Variante futura
En la quinta temporada, el equipo ha sido transportado a una estación espacial en el futuro, con solo Fitz dejado atrás. Fitz es puesto bajo custodia militar, pero salió seis meses después con la ayuda de Lance Hunter. Enoch, un Chronicom, lo ayuda a escapar a un búnker secreto donde Fitz se entera de que lo dejaron atrás para poder salvar al equipo. A bordo de la nave de Enoch, Fitz entra en estasis hasta que Enoch lo despierta 74 años después cuando llegan a su destino. Después de que Fitz y el equipo regresen al presente, Fitz y Simmons se casan en una ceremonia organizada por S.H.I.E.L.D. Debido a múltiples factores estresantes, Fitz experimenta una división psíquica que permite que su personalidad "Doctor" de la Infraestructura resurja temporalmente. Durante la batalla final contra un Glenn Talbot mejorado con gravitonio, Fitz es enterrado debajo de los escombros y luego encontrado fatalmente herido cuando los agentes Melinda May y Mack lo sacan donde sucumbe a sus heridas. Simmons resuelve encontrar la versión actual de Fitz, que está en estasis a bordo de la nave de Enoch.

#### Variante actual
En la sexta temporada, cuando Daisy y Simmons lideran la búsqueda de Fitz, Enoch libera a Fitz prematuramente cuando son atacados. Llegan al planeta Kitson, donde Fitz y Simmons se reúnen hasta que el asesino Malachi huye con Fitz. Para evitar que Malachi mate a Fitz, Simmons se entrega a Atarah, la ex superior de Enoch, para que puedan idear un método de viaje en el tiempo que los Chronicoms pretendan usar. Atarah atrapa a Fitz y Simmons dentro de sus propias mentes, obligándolos a trabajar juntos para descubrir la lógica del viaje en el tiempo. El dúo finalmente es liberado por Enoch, quien logra dominar a Atarah y a los otros Chronicoms. El trío se teletransporta lejos, pero termina de nuevo en Kitson, donde Fitz y Simmons son salvados de la ejecución por la mercenaria Izel, quien los ayuda a su regreso a la Tierra mientras Enoch se despide de ellos. Izel cree que Fitz y Simmons están conspirando contra ella, por lo que le ordena a la tripulación de su nave que los elimine. Los dos son finalmente rescatados por un equipo dirigido por Mack, y regresan a la Tierra. Mientras S.H.I.E.L.D. detiene a Izel, Simmons y Fitz son emboscados por los cazadores Chronicom, pero Enoch los salva y los ayuda a alcanzar el viaje en el tiempo, así como a crear un Coulson LMD para ayudarlos a luchar contra los cazadores.
En la temporada 7, Fitz se queda atrás mientras el resto del equipo es transportado al pasado para evitar que los Chronicoms invadan la Tierra. A lo largo del viaje del equipo, se ve a Fitz desaparecido, pero ayudando al equipo en su misión, trazando cuidadosamente el plan perfecto para la supervivencia del equipo y de toda la raza humana. Hacia el final, Fitz finalmente se teletransporta desde la línea de tiempo principal a la línea de tiempo ramificada después de que Simmons ensambla el dispositivo. Fitz luego traza otro plan para devolver a su amigo y al enemigo Chronicoms a la línea de tiempo original, lo que logra con éxito. El equipo junto con Fitz destruyen con éxito el plan de invasión de los Chronicom. Fitz y Simmons se reencuentran con su hija Alya y, un año después, deciden retirarse de S.H.I.E.L.D. para criar a Alya.

### Cómics
Se unió al equipo de Phil Coulson para recuperar la espada Uru, una antigua arma que perteneció a Heimdall. Contactó con Visión para ayudar a Heimdall a superar una roca alienígena que lo estaba poseyendo. Fitz luego entregó la roca para ser analizada por Jemma Simmons.
Su siguiente tarea fue proteger a Wiccan de un hombre que tenía balas especiales que podían dañar a los usuarios de magia. Con la ayuda de Bruja Escarlata, el equipo viajó a la Antártida para encontrar la fuente y logró derrotar a las personas que estaban haciendo las balas. Sin embargo, Dormammu tomó posesión de Fitz y disparó a Bruja Escarlata. Después de que Dormammu fue derrotado, Fitz recuperó sus sentidos.
Se convirtió en parte de un plan elaborado por Coulson para recuperar el Quantum Drive de los agentes de Hydra. Después, María Hill comenzó a sospechar que había un traidor en su medio y contrató a Elektra para que lo olfateara. Debido a que Coulson estaba ausente, Fitz no podía ser salvaguardado por él y se vio obligado a huir cuando Elektra lo acusó de ser el traidor. Se encuentra con Coulson, quien es llevado de regreso a S.H.I.E.L.D. por Elektra, y escapa con Quake. Juntos sacan al General Strakovsky del Departamento de Defensa como el traidor y Fitz, junto con Coulson y Quake, son reinstalados en S.H.I.E.L.D.

## En otros medios

### Televisión

#### Serie web
- Vuelve a interpretar su papel en una de seis partes serie web titulada Agents of S.H.I.E.L.D.: Slingshot antes del comienzo de la cuarta temporada.

#### Animación
- Leo Fitz aparece en Ultimate Spider-Man vs. Los 6 Siniestros, con la voz de De Caestecker, repitiendo su papel.[7] Aparece en el episodio, "Lagartos" junto con Simmons que llegan al Triskelion para hacer reparaciones. Cuando el Dr. Curt Connors se transforma nuevamente en Lagarto, infecta a él y Simmons. Sin embargo, Spider-Man y Araña de Hierro (antes de ser infectado) logran inyectar la cura en el sistema de ventilación para curar a todos.

### Videojuegos
- Leo Fitz es un personaje jugable de DLC en Lego Marvel's Avengers.[8]